# Trimethylsilyltrifluormethansulfonat
Trimethylsilyltrifluormethansulfonat ist ein Ester der Trifluormethansulfonsäure (Triflat) mit Trimethylsilanol. Seine Reaktivität ähnelt der von Trimethylsilylchlorid und er wird als Reagenz in der organischen Synthese verwendet.

## Verwendungsbeispiele
Mittels einer durch Trimethylsilyltriflat katalysierten Kondensation können sieben benzylierte Procyanidintrimere stereoselektiv in sehr hohen Ausbeuten gewonnen werden (Epicatechin-(4β-8)-epicatechin-(4β-8)-epicatechin- (Procyanidin C1), Catechin-(4α-8)-catechin-(4α-8)-catechin- (Procyanidin C2), Epicatechin-(4β-8)-epicatechin-(4β-8)-catechin- und Epicatechin-(4β-8)-catechin-(4α-8)-epicatechin-Trimerderivative. Das Entschützen von (+)-Catechin- und (–)-Epicatechin-Trimerderivaten führt zu vier natürlichen Procyanidintrimeren in guten Ausbeuten.
In der Totalsynthese von Taxol nach Takashi Takahashi wird TMSOTf zur Glycosylierung verwendet.